# Spezia Calcio
O Spezia Calcio S.r.l. é um clube de futebol italiano da cidade de La Spezia, Ligúria. Atualmente disputa a Serie B.

## História
Clube foi fundado no dia 10 de outubro de 1906
Na temporada  2019-20, subiu pela primeira na história para a Série A após vencer no playoffs de promoção o Frosinone, após um empate no agregado 1x1 o Spezia acabou subindo por ter feito melhor campanha. Na temporada 2022-2023, o Spezia foi rebaixado para a Série B.

## Elenco atual
Última atualização: 26 de março de 2025.